# Магнитоактивная плазма
Магнитоакти́вная пла́зма — плазма, помещённая во внешнее магнитное поле. Поскольку плазма представляет собой ионизированный газ, состоящий из заряженных частиц, наличие магнитного поля оказывает значительное влияние на все процессы, происходящие в плазме.

## Примеры
Магнитоактивная плазма широко распространена в природе, в частности, примерами могут служить:
- Ионосферная плазма в магнитном поле Земли
- Плазма в звёздах
- Плазма в магнитных ловушках

## Характеристики
По сравнению с обычной плазмой магнитоактивная плазма характеризуется дополнительными параметрами:
- электронная циклотронная частота
{\displaystyle \omega _{ce}={\frac {eB}{mc}}}
- ионная циклотронная частота
{\displaystyle \omega _{ci}={\frac {ZeB}{Mc}}}
- ларморовский радиус электрона
{\displaystyle r_{eB}={\frac {mv_{Te}c}{eB}}}
- ларморовский радиус иона
{\displaystyle r_{iB}={\frac {mv_{Ti}c}{eB}}}

где введены обозначения e — элементарный заряд, c — скорость света, B — индукция магнитного поля, Z — кратность ионизации ионов, m, M — масса электронов и ионов соответственно, vTe, vTi — тепловые скорости электронов и ионов соответственно. Все величины берутся в единицах СГС.

## Волны в магнитоактивной плазме
В магнитном поле происходит снятие вырождения по поляризации у волн в плазме, в связи с чем появляются новые ветви собственных волн. Среди них исторически выделяют:
- Альфвеновские волны
- Магнитный звук (быстрая и медленная магнитозвуковые волны)
- Обыкновенная и быстрая и медленная необыкновенные высокочастотные электронные волны
- Циклотронные волны (моды Бернштейна)
- Электронно-звуковые волны
- Дрейфовые волны (только в неоднородной плазме)

Существенную роль также играют резонансы, которые проявляются на так называемых гибридных частотах и на ионной циклотронной частоте.